# オオコケシノブ
オオコケシノブ Hymenophyllum badium はコケシノブ科のシダ植物。この類では大きくなるものであるが変異の幅が広い。胞子嚢床が塊状になるのが特徴。

## 特徴
常緑性で着生のシダである。根茎は長く横に這い、径0.4-0.6mmで毛があるが早くに落ちる。古い部分は針金状で暗褐色になり、長さ1.5mmほどの根毛のある根が出る。葉は直立するか垂れ下がる。葉柄は長さが8-15cm、葉身から流れた翼が基部近くまで伸びる。また基部に褐色の毛がある場合があるが、それ以外は無毛。葉身は大きさ、形共に変異に富む。卵状楕円形から広披針形が普通だが卵状三角形や線状披針形の例もあり、大きさは日本では長さ6-20cm、幅3-8cmで、熱帯ではもっと大きいものもある。葉身は2-3回羽状複葉に裂け、列片は幅が広くて1.2-2.5mmで先端は鈍く尖るか丸く、縁は滑らかで全体に扁平だが、縁が多少波打つ例もある。葉柄の翼は幅が約1.5mmで扁平なものから強く波打つものまであるが、他の軸の翼は扁平であることが多い。
胞子嚢群は列片の先端に付く。包膜は二弁状で基部近くまで裂けており、長さは普通は1.8mmだが2mmを超えることもある。形はほぼ円形から横幅の方がやや広く、縁は滑らかなものから小さく波打つものまである。胞子嚢床は塊状で胞子嚢の成熟度は様々な段階が入り交じる。

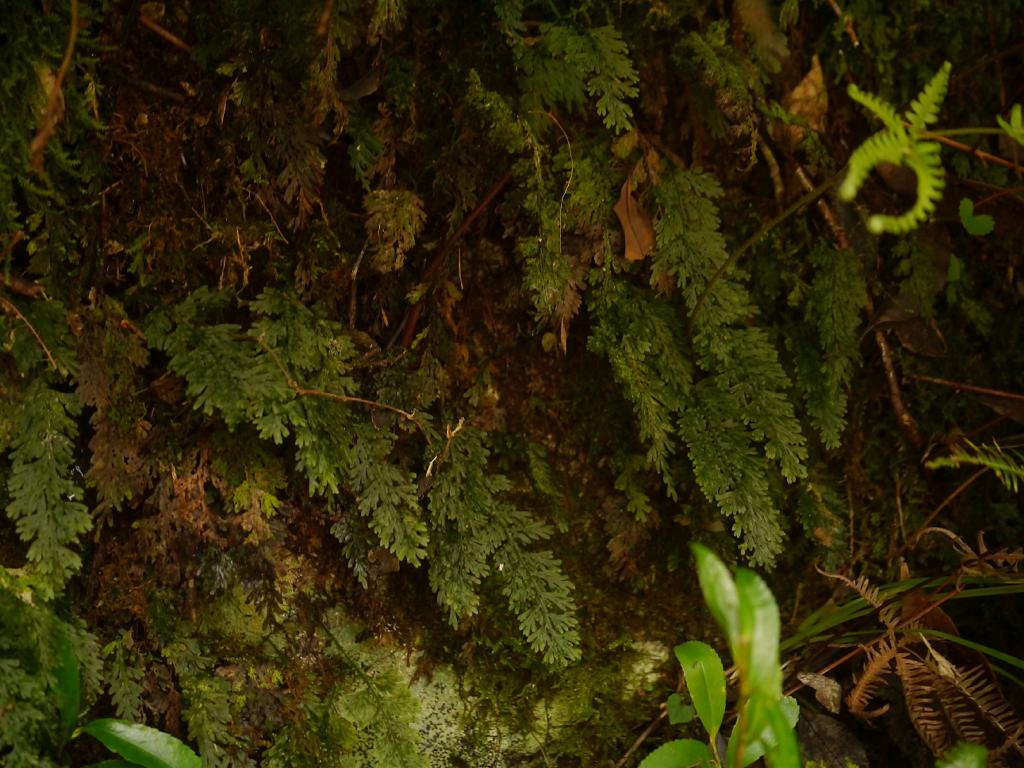
生育の状況
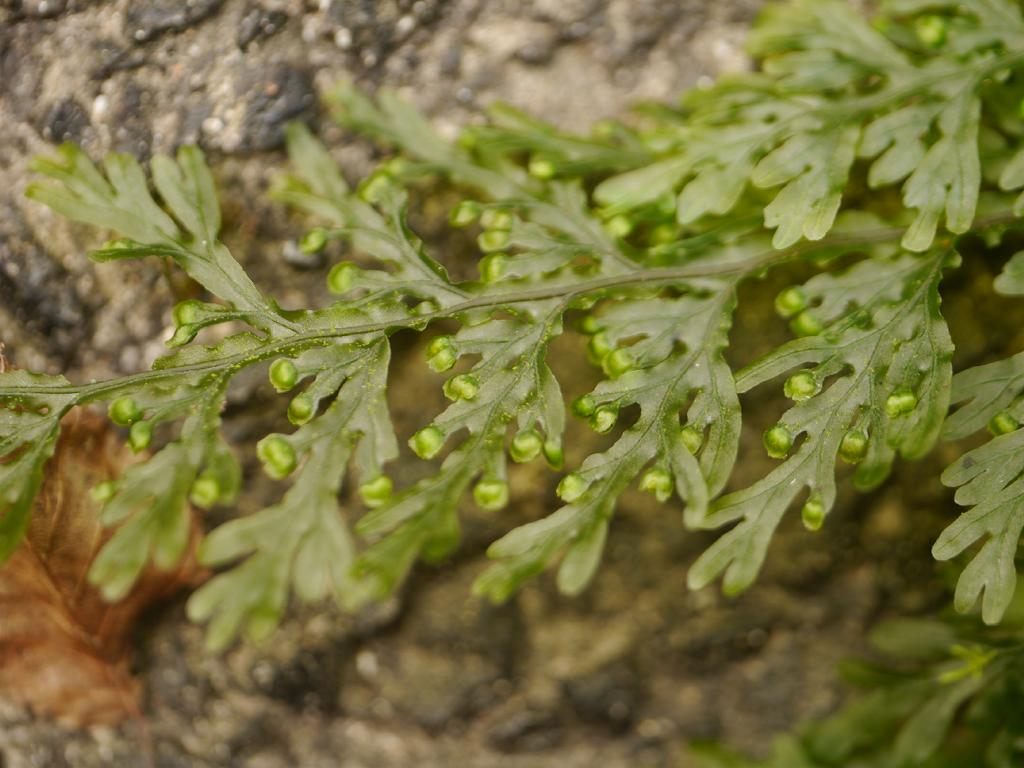
葉身の一部
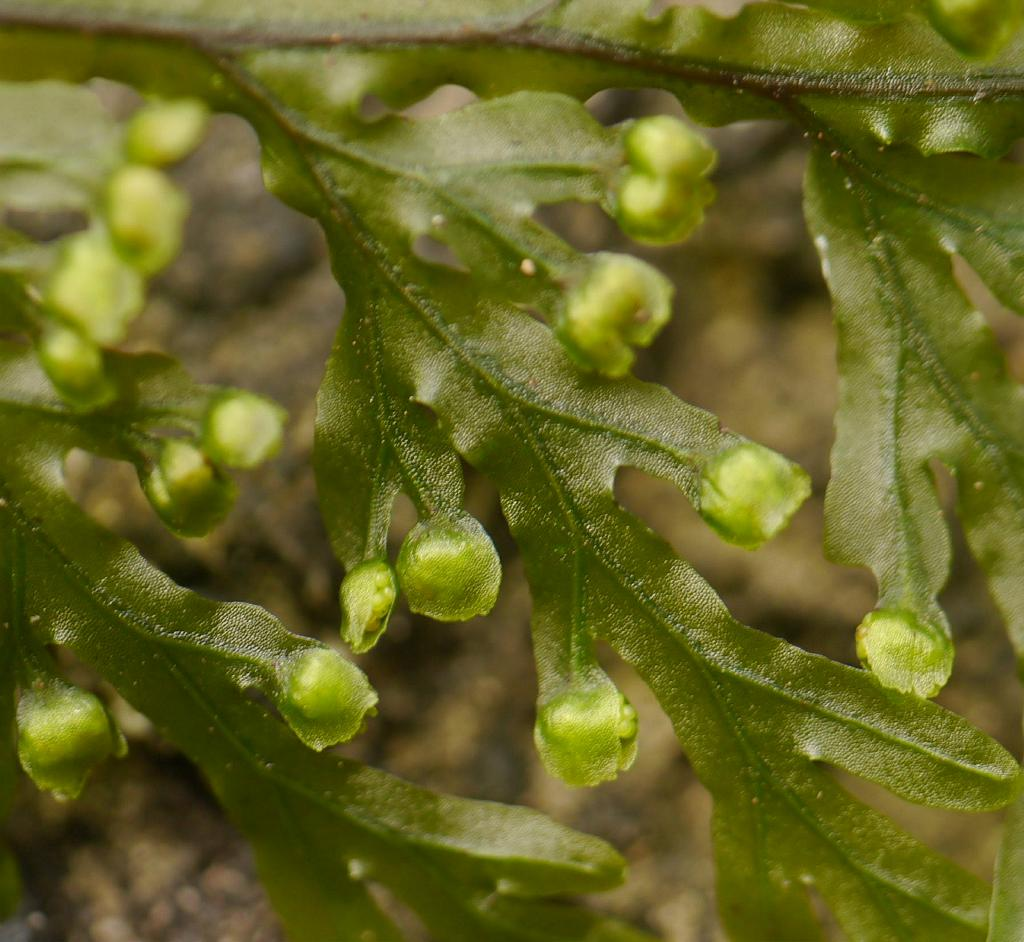
胞子嚢群を覆う包膜

## 分布と生育環境
日本では伊豆半島以西の本州南部地域、四国、九州から奄美諸島まで分布し、国外ではインド、中国南部からマレーシアまで広く分布がある。
常緑樹林内の陰湿な環境に生育し、岩の上や樹幹の上に着生する。

## 分類など
本種は胞子嚢床が塊状であるのを大きな特徴とするが、この特徴を持つものは、それ以外に特に明確な特徴を持つもの以外はすべて本種とする扱いがあり、広義の本種については変異の幅が広く、検討が必要とのことである。狭義にはこの範囲内で区別された種は多く、たとえばミヤマコケシノブアジアの熱帯域から九州まで見られ、これは包膜の長さと幅の点で区別されるとした。またオオコケシノブは裂片が幅狭く、葉身の形も細長いもので九州以北にあり、九州より南のものをオニコケシノブとするとの判断もあったが、明確な差としては受け取れないという。田川(1959)では本種の写真図としてこの2つのタイプのものを本種として並置している。初島(1975)は本種の学名で和名をオニコケシノブとしている。